# Erytroleukemia
Ostra erytroleukemia jest rzadkim typem ostrej białaczki szpikowej, w której dochodzi do mieloproliferacji erytroblastów.
Została sklasyfikowana jako typ „M6” według FAB (klasyfikacja Francusko-Amerykańsko-Brytyjska).

## Typy
Ostra erytroleukemia może być sklasyfikowana jako:
- M6a; Erytroleukemia: proliferacja nowotworowa zarówno erytroidalna jak i mieloidalna
- M6b; Czysta białaczka erytroidalna

## Kryteria rozpoznania M6

### M6a (Erytroleukemia)
50% lub więcej wszystkich komórek jądrzastych szpiku kostnego stanową erytroblasty, dyserytropoeza znacznego stopnia, 20% lub więcej pozostałych komórek jądrzastych (nieerytroidalnych) stanowią mieloblasty.

### M6b (Czysta białaczka erytroidalna)
W rzadkich przypadkach linia erytroidalna jest jednym komponentem występującym w ostrych białaczkach; rozrost linii mieloidalnej nie jest obserwowany. W linii erytroidalnej przeważają lub występują wyłącznie proerytroblasty oraz wczesne erytroblasty zasadochłonne. Komórki te stanowią 90% lub więcej komórek szpiku. Mimo braku mieloblastów, takie przypadki należy traktować jako ostre białaczki. WHO proponuje, aby białaczki blastyczne ograniczone do linii erytroidalnej traktować jako nowotwory erytroidalne.

### M6c (Erytroleukemia i czysta białaczka erytroidalna)
Szpik bogatokomórkowy z licznymi mieloblastami i proerytroblastami.

## Leczenie
Leczenie erytroleukemii opiera się na chemioterapii, często z użyciem cytarabiny, daunorubicyny i idarubicyny.

## Rokowanie
Ostra białaczka erytroidalna (M6) charakteryzuje się niekorzystnym rokowaniem, średni czas przeżycia pacjentów wynosi 36 tygodni. Krótki czas przeżycia wiąże się z późną diagnozą, ze względu na rzadkość występowania M6b.
Kiedy będziemy analizować przeżycie w podtypach erytroleukemii, rokowanie wygląda nieco inaczej (przeżycie, średnia ± SD): M6B (3 ± 3.6 miesięcy) w stosunku do M6A (25 ± 28 miesięcy) i M6C (10 ± 13 miesięcy).

## Erytroleukemia w czasie ciąży
Białaczka rzadko występuje w ciąży, dotyczy tylko 1 na 10000 ciężarnych kobiet. Sposób leczenia zależy w głównej mierze od typu białaczki. Ostre białaczki zazwyczaj wymagają agresywnego leczenia, co wiąże się ze znacznym zagrożeniem utraty ciąży, szczególnie jeśli chemioterapia została podana w okresie rozwoju zarodka (I trymestr).